# ライノセラスアダー
ライノセラスアダー（学名：Bitis nasicornis）は、クサリヘビ科アフリカアダー属に分類されるヘビ。

## 分布
アフリカ大陸中部

## 形態
全長50-100センチメートル。体形は太短い。吻端には角状の突起がある。種小名nasicornisは「鼻に角のある」の意。鱗には鋭い隆起（キール）がある。頭部背面には矢印模様、胴体には複雑な斑紋が入る。

### 毒
毒性は出血毒。

## 生態
熱帯雨林に生息し、水辺を好む。
食性は動物食で、鳥類、哺乳類などを食べる。
繁殖形態は胎生。1回に30頭以上の幼蛇を産む。
パプアダーほど気性が荒くなく、概して温厚な生き物とされている。

## 画像

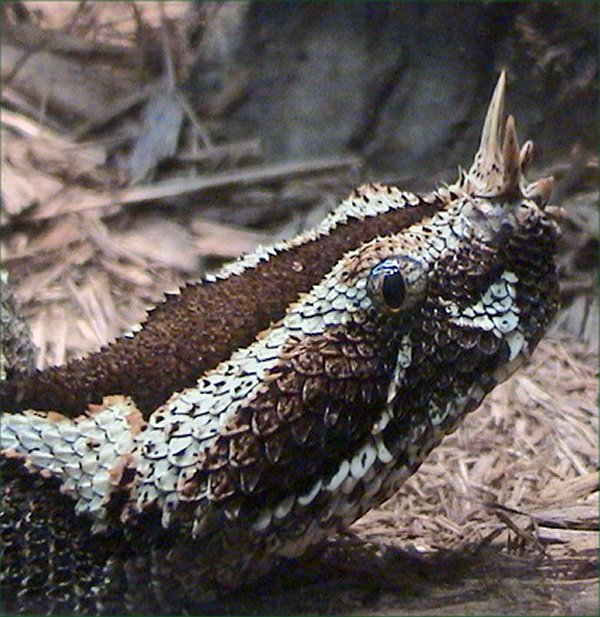
頭部